# A Child's Prayer; or, The Good Samaritan
A Child's Prayer; or, The Good Samaritan è un cortometraggio muto del 1908. Il nome del regista non viene riportato nei credit del film.

## Trama
Trama di Moving Picture World synopsis in (EN)  su IMDb

## Produzione
Il film fu prodotto dalla Vitagraph Company of America.

## Distribuzione
Distribuito dalla Vitagraph Company of America, il film - un cortometraggio di 88,4 metri - uscì nelle sale cinematografiche statunitensi il 15 marzo 1908.